# Le Gang (The Walking Dead)
 (septembre 2022).
Si vous disposez d'ouvrages ou d'articles de référence ou si vous connaissez des sites web de qualité traitant du thème abordé ici, merci de compléter l'article en donnant les références utiles à sa vérifiabilité et en les liant à la section « Notes et références ».
Pour les articles homonymes, voir Le Gang.
Le Gang est le quatrième épisode de la Saison 1 de la série télévisée The Walking Dead, classifiée dans le genre des séries télévisées d'horreur post-apocalyptique. L'épisode a d'abord été diffusée sur AMC aux États-Unis le 21 novembre 2010, et a été écrite par Robert Kirkman et réalisée par Johan Renck. Cet épisode marque le départ des acteurs Emma Bell et Adam Minarovich qui interprètent le rôle de Amy et Ed Peletier. "Vatos" a été salué par les commentateurs de la télévision, qui ont loué la progression de son scénario et le développement de ses personnages. Lors de sa première diffusion, il a atteint 4,75 millions de téléspectateurs et une note de 2,4/6 dans la tranche d'âge 18-49, selon les l'échelle de Nielsen. L'épisode est devenu le programme câblé le mieux noté de la journée, ainsi que le neuvième programme câblé le plus regardé de la semaine.

## Intrigue
L'épisode s'ouvre alors que les sœurs Andrea et Amy pêchent dans un lac de carrière à proximité, discutant de leur enfance et espèrent que la Floride, où vivent leurs parents, n'a pas été aussi durement touchée par l'épidémie de zombies.
À Atlanta, Rick, Daryl, Glenn et T-Dog ont découvert la main coupée de Merle Dixon, le frère de Daryl, où Rick l'avait menotté sur le toit d'un magasin. Ils suivent une traînée de sang pour montrer que Merle avait tué des marcheurs et avait réussi à cautériser le moignon de sa main avant de découvrir qu'il s'était échappé du bâtiment, ce qui avait pour conséquence que la piste était froide.
Au camp des survivants, Jim commence à creuser des trous, refusant d'expliquer pourquoi. Alors que les survivants le pressent, il riposte, forçant Shane Walsh à retenir Jim. Jim s'effondre, expliquant comment il a perdu sa famille aux marcheurs, et qu'un rêve l'a inspiré à creuser les trous. Jim avertit Lori de protéger son fils Carl.
À Atlanta, le groupe de Rick entre en conflit avec les Vatos, un groupe de Latinos qui kidnappent Glenn et exigent qu'ils échangent le sac d'armes de Rick contre son retour. Lorsqu'ils s'affrontent à la base des Vatos, ils découvrent qu'il s'agit d'une maison de retraite cachée et que les Vatos essaient seulement de protéger leur propre famille. Rick laisse certaines de ses armes et munitions pour les Vatos, et Glenn revient indemne. Le groupe de Rick découvre que leur véhicule a disparu et soupçonne Merle de l'avoir pris pour se venger des survivants, et ils commencent à courir à pied vers le camp.
Au camp, les autres survivants sont en train de dîner lorsqu'une horde de rôdeurs apparaît soudainement, mordant plusieurs des membres dont Amy et Ed Peletier. Rick et les autres arrivent à temps pour réprimer les marcheurs. Amy meurt dans les bras d'Andrea, et alors que les autres se tiennent sous le choc, Jim se souvient pourquoi il avait creusé ces trous.

## Production
"Vatos" a été réalisé par Johan Renck et écrit par Robert Kirkman ; cet épisode est devenu le premier crédit d'écriture de Kirkman pour la série. "J'étais plutôt content que le premier décès dans la série soit dans un épisode que j'ai pu écrire", a-t-il déclaré. "C'était plutôt cool." Le scénario de l'épisode a été fortement modifié par Kirkman et le créateur de la série Frank Darabont avant sa diffusion. Neil Brown, Jr. a d'abord collaboré avec des producteurs pour diriger l'épisode, mais s'est finalement retiré du projet. 

La photographie principale de l'épisode s'est déroulée au Goat Farm Arts Center dans le quartier West Midtown d'Atlanta , en Géorgie. « Vatos » présente une séquence vers la fin de l'épisode, dans laquelle une horde de marcheurs envahit et attaque les terrains de camping. La scène a été écrite par Robert Kirkman, qui l'a étroitement basée sur une séquence similaire dans les bandes dessinées. Kirkman a déclaré qu'il était très enthousiaste à l'idée de développer la séquence et a ajouté que c'était une tâche familière pour lui : 
C'était très excitant. J'ai dû écrire l'attaque à la fin de l'épisode - ce qui était vraiment quelque chose qui s'est passé dans la série de bandes dessinées - donc je savais que je revisiterais quelque chose que j'avais déjà écrit. Mais comme nous étions dans la salle des écrivains, quand les choses ont commencé à changer, ce qui a conduit à toutes ces nouvelles choses qui n'étaient pas dans la série de bandes dessinées, j'ai pensé que c'était génial parce que ce n'était pas moi qui écrivais le même vieux ou réécrire quelque chose que j'avais déjà fait et essayer de le rendre intéressant pour moi-même. C'était vraiment une toute nouvelle histoire : faire entrer les membres du gang et écrire Daryl [...] qui est l'un de mes personnages préférés de la série, malgré le fait qu'il ne soit pas dans la bande dessinée. C'était génial.
Aux côtés de la distribution principale, l'épisode a présenté le groupe Vatos, composé par Neil Brown Jr. comme Guillermo, Noel G. comme Felipe, Anthony Guajardo comme Miguel, Gina Morelli comme Abuela, et James Gonzaba comme Jorge. Le reste du gang est formé par Roger Herrera et Timothy Douglas Perez. Cet épisode a marqué la dernière apparition régulière d' Emma Bell (Amy), dont le personnage a été tué à la fin de l'épisode. Sa mort est considérée comme l'une des vingt morts les plus choquantes de la série. Greg Nicotero, le chef décorateur de la série, a joué le promeneur qui mord Amy. Bell a déclaré que Nicotero avait placé une prothèse de couleur chair autour de son cou, qui consistait en une couche de liquide visqueux rouge et un tuyau. Une fois mordue, la prothèse a explosé et ressemblait à une grave blessure à la chair. Kirkman a exprimé qu'il était difficile pour lui de retirer Bell du casting, mais était reconnaissant qu'elle ait compris qu'elle ne serait limitée qu'à un certain nombre d'épisodes; il a déclaré : 
C'est quelque chose qui est très difficile pour moi. Parce que ce sont des lignes sur papier quand je le fais dans la série de bandes dessinées. C'est comme, 'Oh, d'accord, Charlie Adlard [...] n'a plus besoin de tracer cet arrangement de lignes, cette personne est morte.' Mais c'est très inconfortable pour moi d'être sur le plateau, parce que je vois ces acteurs qui sont là et, dans le matériel source, je les ai tous tués sauf deux. Je parcours le plateau et je me dis : 'Oui, tué celui-là, tué celui-là, tué celui-là.' Et il licencie ces gens. Je me sens vraiment mal pour Emma Bell, juste parce qu'elle était géniale et j'aurais aimé l'avoir dans la série. Mais, vous savez, c'est The Walking Dead, les personnages doivent mourir. Heureusement, Emma a été amenée dans la série en sachant qu'elle ne participerait qu'à un certain nombre d'épisodes et qu'elle savait qu'elle allait mourir dès le début. Mais cela ne facilite pas vraiment les choses. Quand ils tournaient ces scènes, je devais prendre l'avion pour le Comic-Con et je n'étais donc pas là quand elle est morte. Mais c'était très émouvant sur le plateau et je sais qu'elle était très contrariée de devoir quitter l'équipe et les acteurs. Vous devenez en quelque sorte une famille quand vous faites une émission de télévision et c'est un peu bouleversant de devoir se débarrasser de quelqu'un.

## Réception

### Audience
Vatos a été diffusé à l'origine le 21 novembre 2010 aux États-Unis sur AMC. L'épisode a atteint 4,75 millions de téléspectateurs lors de sa diffusion et a obtenu une note de 2,7 / 4 HH. De plus, il a reçu une note de 2,4/6 dans la tranche démographique de 18 à 49 ans, selon les l'échelle de Nielsen. Vatos est devenu le programme câblé le mieux noté de la nuit, et le neuvième programme câblé le plus regardé de la semaine. Les cotes d'écoute et le nombre total de téléspectateurs pour l'épisode ont modérément diminué par rapport à l'épisode précédent, T'as qu'à discuter avec les grenouilles, qui a été regardé par 5,07 millions de téléspectateurs et une cote de 2,5/7 dans la tranche démographique 18-49. Au Royaume-Uni, l'épisode a reçu 467 000 téléspectateurs et est devenu le programme câblé le mieux noté sur FX de la semaine du 28 novembre.

### Critique
Vatos a été acclamé par les critiques de télévision. James Poniewozik de TIME a affirmé que l'épisode a permis aux téléspectateurs de découvrir avec succès la vie quotidienne des personnages de la série, et Alan Sepinwall de HitFix a estimé que Vatos était l'épisode le plus fort depuis l'épisode pilote de la série. Dans sa critique de 7,9 étoiles sur 10, Josh Jackson de Paste a écrit : Tout le spectre de la nature humaine est visible lorsque la civilisation est dépouillée - plus la menace immédiate est grande, plus la réponse est variée. Et c'est cet équilibre entre action/horreur et drame personnel qui fait de The Walking Dead tellement convaincant. le Los Angeles Times, Gina McIntyre, a estimé que Kirkman semblait tout à fait à l'aise pour adapter ses personnages à l'écran.
John Griffiths, écrivant pour Us Weekly , a estimé que l'épisode était suffisamment obsédant pour faire en sorte que les téléspectateurs laissent leurs lumières allumées par la suite, et a estimé que le développement du personnage et la progression des intrigues servaient de points forts de l'épisode. John Serba de The Grand Rapids Press a déclaré que Vatos était l'épisode le plus émotionnellement poignant de The Walking Dead jusqu'à présent. Exprimant des sentiments similaires, Eric Goldman d'IGN a évalué l'épisode comme fort, lui donnant finalement un neuf sur dix, signifiant une note étonnante. Leonard Pierce du The A.V. Club, qui a attribué à l'épisode une note B, était moins enthousiaste que le consensus général. Pierce a estimé que la majeure partie de l'épisode était molle et a conclu qu'il ne résolvait rien concernant l'intrigue en cours et introduisait un tas de complications arbitraires et inutiles qui n'avaient aucun gain, [et] l'embourbait un peu. 
Les critiques ont loué les interactions entre Amy et Andrea. Serba a affirmé que Kirkman avait effectivement mis en place la mort d'Amy au début de l'épisode, et a ajouté que cela avait établi un lien fraternel. Serba a également acclamé la performance de Laurie Holden ; il a déclaré qu'elle transmet puissamment son chagrin et son désespoir. Pierce a attesté que la séquence d'ouverture était sympathique, tandis que Michelle Kung du Wall Street Journal a résumé que la scène de conclusion était une libération émotionnelle après une accumulation tendue.
Les critiques étaient divisées sur le retour de Rick Grimes à Atlanta, ainsi que sur sa confrontation avec Guillermo et sa bande. Scott Meslow de The Atlantic a comparé Grimes à Don Draper de Mad Men et a remis en question le développement de son personnage: Jusqu'à présent, chaque décision que Rick a prise a été à la fois dans son code et sans conséquence, a-t-il déclaré. Pierce a émis l'avis suivant : Dramatiquement, toute cette séquence se déroule de manière assez hokily. Le dialogue de Guillermo est ridicule, et l'intégralité de l'histoire se joue comme quelque chose d'une émission épisodique de leçon sociale de la semaine. Puisque rien ne finit par sortir de du point de vue de l'intrigue [...], il est difficile de ne pas y penser comme l'une de ces bandes dessinées où deux super-héros ont une grande scène de combat qui s'avère être une erreur d'identité.